# Orthodox Celts
Die Orthodox Celts sind eine Belgrader Band, die traditionellen Irish Folk spielt.

## Geschichte
Gegründet wurde die achtköpfige Gruppe 1992, ihr erstes Album erschien 1994. 
Ihr erstes Album enthält Standardwerke der irischen Musik. Ihr zweites Album enthält dagegen schon eigene Kompositionen. Alle Bandmitglieder bekennen sich als Anhänger von Celtic Glasgow.

## Diskografie
Alben
- 1994: Orthodox Celts
- 1997: The Celts Strike Again
- 1999: Green Roses
- 2002: A Moment Like The Longest Day
- 2007: One, Two 5
- 2017: Many Mouths Shut

Kollaborationen
- 1996: Musical Parallels (mit Pachamama)
- 1997: Galija (mit Madame Piano)

Kompilationen
- 2018: Orthodox Celts Vol. 1

Singles (Auswahl)
- 1997: Star Of The County Down
- 1999: Far Away
- 2017: Morrison's Jig
- 2017: Flowers Of Red Hill